# Tisza
Tisza, Tysa hay Tisa, là một trong các sông chính tại Trung-Đông Âu. Sông dài 966 km, là phụ lưu dài nhất và có lưu lượng nước lớn thứ nhì của sông Danube. Sông bắt nguồn từ Ukraina, là sông lớn thứ hai ở Hungary và Serbia. Ngoài ra, vào cuối thế kỷ 19, Tisza là sông có nhiều cá nhất ở châu Âu. Nền văn hóa Tisza thuộc thời đại đồ đá mới cuối được đặt theo tên của sông. Sông này từng được cho là "sông Hungary nhất" do dòng chảy nằm hoàn toàn trong lãnh thổ Vương quốc Hungary khi đó.

## Đặc điểm
Sông Tisza bắt đầu gần Rakhiv tại Ukraina, tại nơi hợp lưu của Tisa Trắng và Tisa Đen, lần lượt chảy từ dãy Chornohora và dãy Gorgany. Sau đó, Tisza chảy về phía tây, theo hướng biên giới của Ukraina với Romania và Hungary, và một đoạn ngắn là biên giới giữa Slovakia và Hungary, rồi chảy hoàn toàn trong Hungary, và cuối cùng chảy vào Serbia. Sông chảy vào Hungary tại Tiszabecs, chảy qua nước này từ bắc đến nam. Sông chảy vào Serbia tại điểm cách thành phố Szeged của Hungary vài km. Cuối cùng, sông hợp lưu với Danube gần làng Stari Slankamen thuộc Vojvodina, Serbia.
Diện tích lưu vực của sông Tisza là 156.087 km2 (60.266 dặm vuông Anh) và có chiều dài là 966 km (600 mi) Lưu lượng nước trung bình năm theo mùa là từ 792 m3/s (28.000 cu ft/s) đến  1.050 m3/s (37.000 cu ft/s). Tisza đóng góp khoảng 13% tổng lượng dòng chảy bề mặt của sông Danube.
Attila rợ Hung được cho là bị chôn dưới một đoạn bị chuyển hướng của sông Tisza.

## Tên gọi
Sông được gọi là Tisia vào thời cổ đại; các tên cổ khác của sông là Pathissus (Πάθισσος trong tiếng Hy Lạp cổ đại và sau đó là Tissus (trong tiếng Latin)), (Pliny, Naturalis historia, 4.25). Trong các nguồn tiếng Anh cũ, sông cũng có thể được đề cập đến bằng tên Theiss, bắt nguồn từ tên tiếng Đức của sông là Theiß. Sông có tên là Tibisco trong tiếng Ý, và trong các nguồn tiếng Pháp cũ thì sông thường được gọi là Tibisque.
Tên hiện đại của sông Tisza trong ngôn ngữ của các quốc gia sông chảy qua:
- tiếng Romania: Tisa, phát âm [ˈtisa];
- tiếng Ukraina: Тиса, đã Latinh hoá: Tysa, phát âm [ˈtɪsɐ];
- tiếng Slovak: Tisa, phát âm [ˈtisa];
- tiếng Hungary: Tisza, phát âm [ˈtisɒ];
- Bản mẫu:Lang-sh-Cyrl / Bản mẫu:Lang-sh-Latn, phát âm [tîsa].

## Điều chỉnh
Chiều dài Tisza tại Vương quốc Hungary từng là 1.419 km (882 mi). Sông chảy qua đồng bằng Đại Hungary, một trong các vùng đất bằng phẳng lớn nhất tại Trung Âu. Do các đồng bằng có thể khién dòng chảy sông có tốc độ rất chậm, Tisza từng theo một tuyến có nhiều khúc vòng và khúc quanh, dẫn đến nhiều trận lụt lớn trong khu vực.
Sau các nỗ lực quy mô nhỏ, István Széchenyi tổ chức "điều chỉnh sông Tisza" (tiếng Hungary: a Tisza szabályozása) bắt đầu vào ngày 27 tháng 8 năm 1846, và về cơ bản kết thúc vào năm 1880. Dòng chảy mới của sông tại Vương quốc Hungary giảm xuống còn 966 km (600 mi), với 589 km (366 mi) dòng chết và 136 km (85 mi) lòng sông mới.

## Hồ Tisza
Trong thập niên 1970, đập Tisza tại Kisköre bắt đầu được xây dựng nhằm mục đích giúp kiểm soát lũ lụt cùng với trữ nước cho mùa khô. Tuy nhiên, hồ Tisza trở thành một trong các điểm du lịch nổi tiếng nhất tại Hungary do có các đặc điểm tương tự hồ Balaton nhưng có chi phí rẻ hơn và không đông đúc.

## Thông hành
Tàu thuyền có thể đi lại trên phần lớn dòng chảy sông Tisza. Sông chỉ mới mở cửa cho giao thông quốc tế gần đây; trước đây Hungary phân loại "sông quốc gia" và "sông quốc tế", thể hiện rằng tàu nước ngoài có được phép hay không. Sau khi Hungary gia nhập Liên minh châu Âu, sự khác biệt này bị dỡ bỏ và mọi tàu thuyền được phép hoạt động trên sông Tisza.
Các điều kiện thông hành khác nhau tùy theo hoàn cảnh: khi sông bị lũ lụt thì thường tàu thuyền không thể qua lại được, vào những thời điểm hạn hán khắc nghiệt thì tình hình cũng tương tự.

## Sinh vật
Tisza có một hệ động vật hoang dã phong phú và đa dạng. Hơn 200 loài chim cư trú trong khu bảo tồn chim Tiszafüred. Các vùng bãi bồi dọc theo sông có một lượng lớn các loài động thực vật đa dạng. Đặc biệt, sự "nở hoa" hàng năm của Tisza được coi là một kỳ quan thiên nhiên của địa phương. Việc nở hoa thu hút rất nhiều phù du đuôi dài và trở thành một cảnh tượng nổi tiếng. Tháng 9 năm 2020, các quần thể động vật rêu thần kỳ được phát hiện trên sông.

## Ô nhiễm
Vào đầu năm 2000, xảy ra một loạt các sự cố ô nhiễm nghiêm trọng bắt nguồn từ việc xả chất thải công nghiệp ngẫu nhiên ở Romania. Vụ đầu tiên, vào tháng 1 năm 2000, xảy ra khi có một lượng bùn thải có chứa xyanua từ một mỏ ở Romania và làm chết 2000 tấn cá. Vụ thứ hai, từ một ao mỏ ở Baia Borsa, miền bắc Romania, dẫn đến việc thải ra 20.000 m3 bùn chứa kẽm, chì và đồng xảy ra vào đầu tháng 3 năm 2000. Một tuần sau, vụ tràn thứ ba xảy ra tại cùng một địa điểm khai thác tại Baia Borsa, nhuộm đen dòng sông, có thể bao gồm cả kim loại nặng.
Hàng loạt sự cố này khi đó được mô tả là thảm họa môi trường nghiêm trọng nhất xảy ra ở Trung Âu kể từ sau thảm họa Chernobyl. Việc sử dụng nước sông cho bất kỳ mục đích nào tạm thời bị cấm và chính phủ Hungary buộc Romania và Liên minh châu Âu đóng cửa tất cả các cơ sở có thể dẫn đến ô nhiễm hơn nữa.
Kiểm tra trầm tích sông cho thấy các sự cố ô nhiễm từ các mỏ như vậy đã xảy ra trong hơn một thế kỷ.

## Địa lý

### Phụ lưu
Các phụ lưu chính của sông Tisza:
- Vișeu (đổ vào tại Valea Vișeului)
- Kosivska (đổ vào tại Luh)

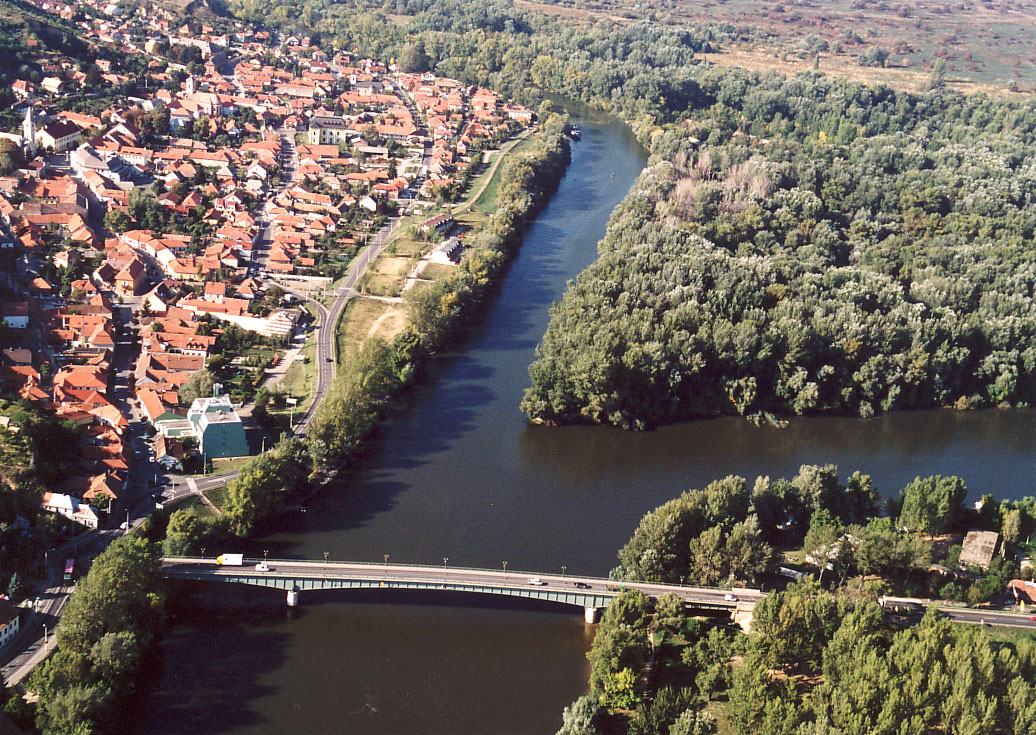
Các sông Tisza và Bodrog tại Tokaj, nhìn từ phía trên

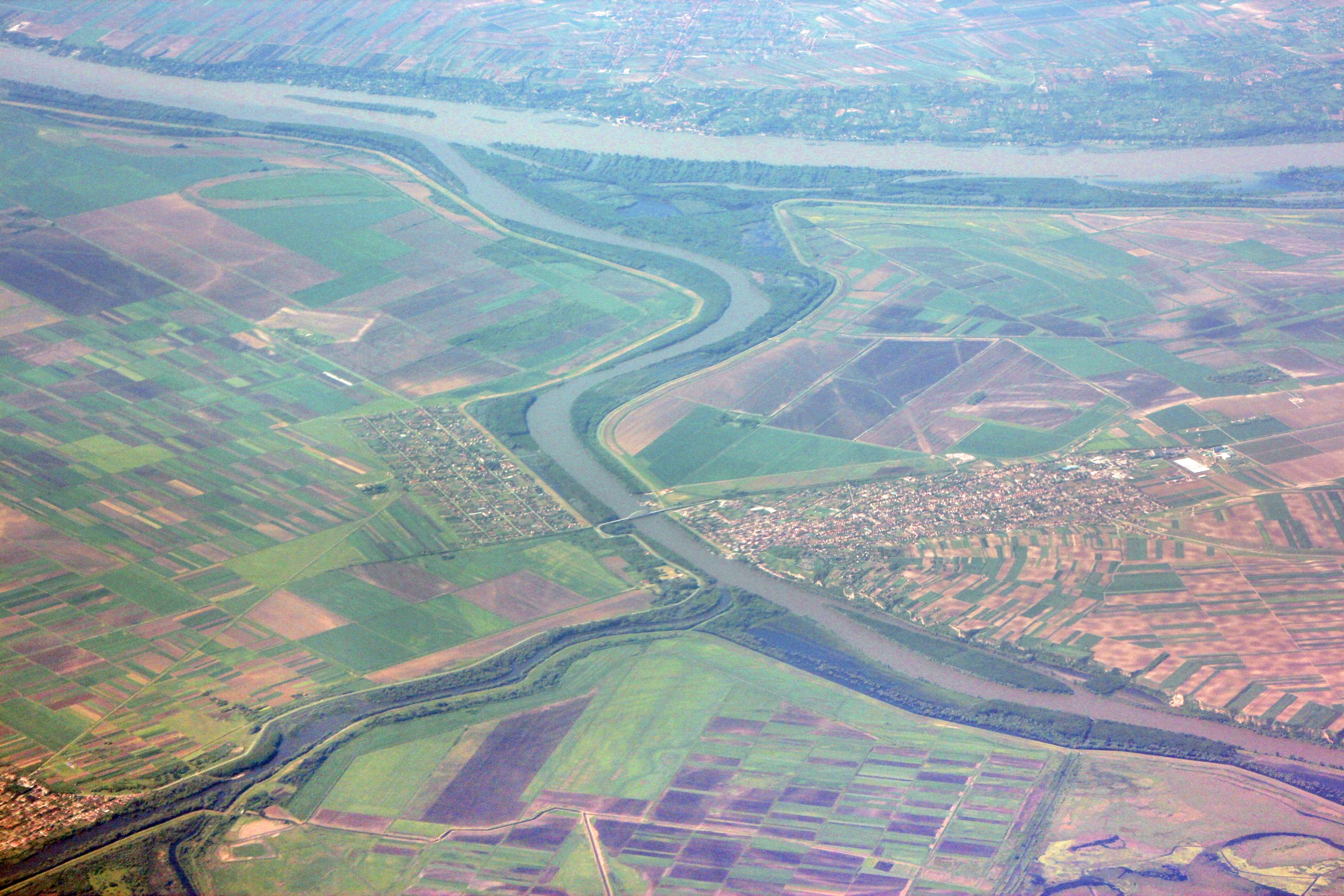
Sông Tisza đổ vào sông Danube.

- Shopurka (đổ vào tại Velykyi Bychkiv)
- Iza (đổ vào tại Sighetu Marmației)
- Sarasău
- Bic
- Săpânța
- Șaroș
- Teresva (đổ vào gần Teresva)
- Baia
- Valea lui Francisc
- Tereblia (đổ vào tại Bushtyno)
- Rika (đổ vào gần Khust)
- Batar
- Borzhava
- Tur
- Someș (đổ vào gần Vásárosnamény)
  - Someșul Mare (tại Dej)
    - Șieu (tại Beclean)
      - Bistrița (gần Bistrița)

  - Someșul Mic (tại Dej)
    - Someșul Cald (tại Gilău)
    - Someșul Rece (tại Gilău)
- Crasna (đổ vào tại Vásárosnamény)
- Bodrog (đổ vào tại Tokaj)
  - Ondava (gần Cejkov)
  - Latorica (gần Cejkov)
    - Laborec (gần Oborín)
      - Uzh (gần Pavlovce nad Uhom)
      - Cirocha (tại Humenné)

    - Stara
    - Vicha
    - Kerepets
- Sajó (đổ vào gần Tiszaújváros)
  - Hornád (gần Kesznyéten)
- Eger (đổ vào tại Poroszló)
- Zagyva (đổ vào tại Szolnok)
- Körös (đổ vào gần Csongrád)
  - Sebes-Körös (gần Gyoma)
    - Berettyó (Barcău) (tại Szeghalom)

  - Crișul Alb (gần Gyula)
  - Crișul Negru (gần Gyula)
- Mureș (đổ vào gần Szeged)
  - Arieș (gần Gura Arieșului)
  - Târnava (gần Teiuș)
    - Târnava Mare (tại Blaj)
    - Târnava Mică (tại Blaj)
- Aranca (đổ vào gần Padej)
- Čik (đổ vào gần Bačko Petrovo Selo)
- Jegrička (đổ vào gần Žabalj)
- Bega (đổ vào gần Titel)

### Đô thị
Sông Tisza chảy qua nhiều đô thị, từ đầu nguồn đến cửa sông:
- Ukraina
  - Rakhiv
  - Tiachiv
  - Khust
  - Vynohradiv
- Slovakia
  - Malé Trakany
  - Veľké Trakany
  - Biel
- Romania
  - Sighetu Marmației
- Hungary
  - Vásárosnamény
  - Záhony
  - Tokaj
  - Tiszalök
  - Tiszaújváros
  - Tiszafüred
  - Szolnok
  - Tiszakécske
  - Csongrád
  - Szentes
  - Szeged
- Serbia
  - Kanjiža
  - Novi Kneževac
  - Senta
  - Ada
  - Mol
  - Bačko Petrovo Selo
  - Bečej
  - Novi Bečej
  - Titel